# سیارک ۲۲۵۷
سیارک ۲۲۵۷ (به انگلیسی: 2257 Kaarina، نامگذاری:1939QB) دو هزار و دویست و پنجاه و هفتمین سیارک کشف شده‌است که در ۱۸ اوت ۱۹۳۹ کشف شده است.
قدر مطلق سیارک برابر ۱۲٫۹۰ است.